# Valmet L-70 Vinka
Valmet L-70 Miltrainer „Vinka” – fiński samolot szkolno-treningowy.

## Historia
Na początku lat siedemdziesiątych dowództwo Fińskich Sił Powietrznych utworzyło grupę konstruktorów, którzy mieli opracować samolot szkolno-treningowy dla lotnictwa wojskowego, a który miał zastąpić używany w tym czasie szwedzki samolot Saab 91D Safir. W marcu 1973 roku zlecono budowę prototypu samolotu fińskiej wytwórni lotniczej Valmet Oyj. Otrzymał on początkowo oznaczenie Leko-70 (skrót od nazwy samolotu Lentokone i roku opracowania samolotu), później L-70 Miltrainer.
Prototyp był gotowy w 1975 roku, a jego oblot odbył się 1 lipca 1975 roku. Po serii badań zatwierdzono ten samolot i siły powietrzne 28 stycznia 1977 roku zamówiły serię tych samolotów w wytwórni Valmet Oyj w ilości 30 sztuk. Samolot wtedy otrzymał zgodnie z tradycją wojskowe oznaczenie L-70 „Vinka” (pol. Zefir). Pierwszy samolot seryjny został oblatany 29 grudnia 1979 roku.
Samolot posiada licencję zgodną z amerykańskim regulaminu FAR cz. 23.
Samoloty budowano w latach 1977–1982, zbudowano 30 sztuk.

## Użycie w lotnictwie
Samoloty Valmet L-70 „Vinka” zaczęto wprowadzać do szkolenia w Akademii Sił Powietrznych w Kauhava od 1978 roku, ostatnie samoloty do szkoły dostarczono w 1982 roku. Używano ich do szkolenia podstawowego jak również zaawansowanego, gdyż mogły one być wykorzystywane do wykonywania akrobacji.

## Opis techniczny
Samolot Valmet L-0 „Vinka” jest dolnopłatem o konstrukcji całkowicie metalowej. Przednia część kadłuba ma konstrukcję półskorupową i mieści zakrytą kabinę, z dwoma miejscami obok siebie dla pilota i instruktora. Usterzenie klasyczne.
Napęd stanowił silnik tłokowy, 4-cylindrowy chłodzony powietrzem, napędzający dwułopatowe śmigło. Zbiorniki paliwa znajdowały się w skrzydłach.
Podwozie trójpodporowe, stałe.
Samolot nie posiada stałego uzbrojenia, ale posiada cztery podskrzydłowe węzły do mocowania uzbrojenia. Można na nich umieszczać uzbrojenie o łącznej masie 300 kg. Na dwóch zewnętrznych węzłach można mocować uzbrojenie o masie 100 kg, a na dwóch wewnętrznych o masie 150 kg. Zestawy, które można zamontować w węzłach, mogą być następujące:
- 4 bomby o masie 50 kg każda lub 2 bomby o masie 100 kg każda oraz 2 bomby oświetlające
- 8 niekierowanych rakiet kal. 37 mm (po dwie w każdym węźle) lub 6 rakiet kal. 68 mm (na węzłach zewnętrznych pojedyncze rakiety, a na wewnętrznych po dwie)
- 2 kasety z dwoma sprzężonymi karabinami maszynowymi kal. 7,62 mm lub 5,56 mm z zapasem 1000 sztuk amunicji
- 2 kasety z wielkokalibrowym karabinem maszynowym kal. 12,7 mm z zapasem 150 sztuk amunicji
- 4 lub 8 rakiet przeciwpancernych